# Перу на зимних Олимпийских играх 2010
Перу на зимних Олимпийских играх 2010 было представлено тремя спортсменами в двух видах спорта — в горнолыжном спорте и в лыжных гонках. Это первое появление страны на зимних Олимпийских играх. Знаменосцем сборной был лыжник Роберто Карселен, также в соревнованиях приняли участие горнолыжники брат и сестра Эттль Рейесы, выступившие в технических видах программы.

## Результаты соревнований

### Лыжные виды спорта

#### Горнолыжный спорт
Мужчины
| Соревнование  | Спортсмены          | 1 спуск | 2 спуск | Всего   | Место |
| ------------- | ------------------- | ------- | ------- | ------- | ----- |
| Слалом-гигант | Манфред Эттль Рейес | 1:29,56 | 1:32,49 | 3:02,05 | 67    |
| Слалом        | Манфред Эттль Рейес | DSQ     | —       | —       | —     |

Женщины
| Соревнование  | Спортсмены         | 1 спуск | 2 спуск | Всего | Место |
| ------------- | ------------------ | ------- | ------- | ----- | ----- |
| Слалом-гигант | Орнела Эттль Рейес | 1:27,25 | DNF     | —     | —     |
| Слалом        | Орнела Эттль Рейес | 59,61   | DNF     | —     | —     |

#### Лыжные гонки
Мужчины
Дистанция
| Соревнование           | Спортсмен        | Результат | Место |
| ---------------------- | ---------------- | --------- | ----- |
| 15 км свободным стилем | Роберто Карселен | 45:53,6   | 94    |